# Betung Barat
Betung Barat is een bestuurslaag in het regentschap Muara Enim van de provincie Zuid-Sumatra, Indonesië. Betung Barat telt 3937 inwoners (volkstelling 2010).